# Queen's University of Belfast (circonscription du Parlement d'Irlande du Nord)
Ne doit pas être confondu avec Queen's University of Belfast (circonscription du Parlement britannique).
Queen's University of Belfast était une circonscription universitaire du Parlement d'Irlande du Nord de 1921 à 1969. Elle a élu quatre MPs, utilisant la représentation proportionnelle au moyen du vote unique transférable. En 1969, la circonscription a été abolie dans le cadre des réformes menées par le Premier ministre d'Irlande du Nord Terence O'Neill.

## Franchise
La circonscription a été créée par le Government of Ireland Act 1920 et ses quatre MPs ont été élus par les diplômés de l'Université Queen's de Belfast.

## Second Dáil
En mai 1921, le Dáil Éireann, le parlement de la République irlandaise autoproclamée dirigé par le Sinn Féin, a adopté une résolution déclarant que les élections à la Chambre des communes d'Irlande du Nord et à la Chambre des communes d'Irlande du Sud seraient utilisées comme élection pour le deuxième Dáil. Tous les élus figuraient sur la liste du deuxième Dáil, mais comme aucun MP du Sinn Féin n'a été élu pour le Queen's University of Belfast, il n'y était pas représenté.

## Membres du Parlement
| Élection   | MP (Parti) | MP (Parti)                          | MP (Parti)                                 | MP (Parti)                             | MP (Parti)                             | MP (Parti)                               | MP (Parti) | MP (Parti)                      |
| ---------- | ---------- | ----------------------------------- | ------------------------------------------ | -------------------------------------- | -------------------------------------- | ---------------------------------------- | ---------- | ------------------------------- |
| MPs (1921) |            | John Campbell (Ulster Unionist)     |                                            | John Hanna Robb (Ulster Unionist)      |                                        | Robert James Johnstone (Ulster Unionist) |            | Hugh Morrison (Ulster Unionist) |
| MPs (1929) |            | Robert Corkey                       |                                            | John Hanna Robb (Ulster Unionist)      | Robert McNeill (Ind. Unionist)         | Robert James Johnstone (Ulster Unionist) |            |                                 |
| MPs (1935) |            | Robert Corkey                       | Arthur Brownlow Mitchell (Ulster Unionist) | John Hanna Robb (Ulster Unionist)      |                                        | Robert James Johnstone (Ulster Unionist) |            |                                 |
| MPs (1938) |            | Robert Corkey                       | Arthur Brownlow Mitchell (Ulster Unionist) | John MacDermott (Ulster Unionist)      |                                        | Robert James Johnstone (Ulster Unionist) |            |                                 |
| MPs (1938) |            | Robert Corkey                       | Arthur Brownlow Mitchell (Ulster Unionist) | John MacDermott (Ulster Unionist)      | Howard Stevenson (Ulster Unionist)     |                                          |            |                                 |
| MPs (1942) |            | Robert Corkey                       | William Lyle (Ulster Unionist)             | John MacDermott (Ulster Unionist)      | Howard Stevenson (Ulster Unionist)     |                                          |            |                                 |
| MPs (1943) |            | John W. Renshaw (Ulster Unionist)   | William Lyle (Ulster Unionist)             | John MacDermott (Ulster Unionist)      | Howard Stevenson (Ulster Unionist)     |                                          |            |                                 |
| MPs (1944) |            | John W. Renshaw (Ulster Unionist)   | William Lyle (Ulster Unionist)             | Herbert Quin (Ulster Unionist)         | Howard Stevenson (Ulster Unionist)     |                                          |            |                                 |
| MPs (1945) |            | Frederick McSorley (Indépendant)    |                                            | Herbert Quin (Ulster Unionist)         | Howard Stevenson (Ulster Unionist)     | Irene Calvert (Indépendant)              |            |                                 |
| MPs (1948) |            | Samuel Irwin (Ulster Unionist)      |                                            | Herbert Quin (Ulster Unionist)         | Howard Stevenson (Ulster Unionist)     | Irene Calvert (Indépendant)              |            |                                 |
| MPs (1949) |            | Samuel Irwin (Ulster Unionist)      | Eileen M. Hickey (Indépendant)             |                                        | William Lyle (Ulster Unionist)         | Irene Calvert (Indépendant)              |            |                                 |
| MPs (1949) |            | Samuel Irwin (Ulster Unionist)      | Eileen M. Hickey (Indépendant)             | Frederick Lloyd-Dodd (Ulster Unionist) |                                        | Irene Calvert (Indépendant)              |            |                                 |
| MPs (1953) |            | Samuel Irwin (Ulster Unionist)      | Eileen M. Hickey (Indépendant)             | Frederick Lloyd-Dodd (Ulster Unionist) | Elizabeth Maconachie (Ulster Unionist) |                                          |            |                                 |
| MPs (1958) |            | Samuel Irwin (Ulster Unionist)      | Charles Stewart (Indépendant)              | Frederick Lloyd-Dodd (Ulster Unionist) | Elizabeth Maconachie (Ulster Unionist) |                                          |            |                                 |
| MPs (1961) |            | Sheelagh Murnaghan (Ulster Liberal) | Charles Stewart (Indépendant)              | Frederick Lloyd-Dodd (Ulster Unionist) | Elizabeth Maconachie (Ulster Unionist) |                                          |            |                                 |
| MPs (1962) |            | Sheelagh Murnaghan (Ulster Liberal) | Charles Stewart (Indépendant)              | Ian McClure (Ulster Unionist)          | Elizabeth Maconachie (Ulster Unionist) |                                          |            |                                 |
| MPs (1966) |            | Sheelagh Murnaghan (Ulster Liberal) | Robert Porter (Ulster Unionist)            | Ian McClure (Ulster Unionist)          | Elizabeth Maconachie (Ulster Unionist) |                                          |            |                                 |

## Résultats des élections

### Élections dans les années 1920
| Parti                                                               | Parti           | Candidat                          | %     | Comptage | Comptage | Comptage |
| Parti                                                               | Parti           | Candidat                          | %     | 1        | 2        | 3        |
| ------------------------------------------------------------------- | --------------- | --------------------------------- | ----- | -------- | -------- | -------- |
|                                                                     | Ulster Unionist | John Campbell                     | 43.35 | 835      |          |          |
|                                                                     | Ulster Unionist | John Hanna Robb                   | 19.11 | 368      | 438      |          |
|                                                                     | Ulster Unionist | Professeur Robert James Johnstone | 14.49 | 279      | 602      |          |
|                                                                     | Ulster Unionist | Hugh Smith Morrison               | 12.62 | 243      | 296      | 564      |
|                                                                     | Sinn Féin       | Sean B. Dolan                     | 10.44 | 201      | 204      | 204      |
| Électorat : 2,528 Valide : 1,926 Quota : 386 Participation : 76.19% |                 |                                   |       |          |          |          |

Aux élections générales de 1925 en Irlande du Nord, John Campbell, Robert James Johnstone, Hugh Morrison et John Hanna Robb sont élus sans opposition.
| Parti                                                              | Parti                | Candidat                 | %    | Comptage | Comptage | Comptage |
| Parti                                                              | Parti                | Candidat                 | %    | 1        | 2        | 3        |
| ------------------------------------------------------------------ | -------------------- | ------------------------ | ---- | -------- | -------- | -------- |
|                                                                    | Ulster Unionist      | John Hanna Robb          | 24.9 | 528      |          |          |
|                                                                    | Ulster Unionist      | Robert Corkey            | 24.0 | 510      |          |          |
|                                                                    | Independent Unionist | Robert McNeill           | 20.8 | 441      |          |          |
|                                                                    | Ulster Unionist      | Robert James Johnstone   | 16.0 | 340      | 397      | 438      |
|                                                                    | Ulster Unionist      | Arthur Brownlow Mitchell | 14.2 | 302      | 348      | 392      |
| Électorat : 3,324 Valide : 2,121 Quota : 425 Participation : 63.8% |                      |                          |      |          |          |          |

### Élections dans les années 1930
| Parti                                                              | Parti                | Candidat               | %    | Comptage | Comptage |
| Parti                                                              | Parti                | Candidat               | %    | 1        | 2        |
| ------------------------------------------------------------------ | -------------------- | ---------------------- | ---- | -------- | -------- |
|                                                                    | Ulster Unionist      | Robert James Johnstone | 29.5 | 695      |          |
|                                                                    | Ulster Unionist      | Robert Corkey          | 21.7 | 512      |          |
|                                                                    | Ulster Unionist      | John Hanna Robb        | 19.1 | 451      | 472      |
|                                                                    | Independent Unionist | Robert McNeill         | 15.6 | 368      | 604      |
|                                                                    | Indépendant          | Frederick McSorley     | 14.0 | 331      | 337      |
| Électorat : 3,800 Valide : 2,357 Quota : 472 Participation : 62.0% |                      |                        |      |          |          |

Lors de l'Élection partielle de 1935 à la Queen's University of Belfast, Arthur Brownlow Mitchell est élu sans opposition.
| Parti         | Parti                | Candidat                 | Première préférence | %    | Siège | Comptage |
| ------------- | -------------------- | ------------------------ | ------------------- | ---- | ----- | -------- |
|               | Ulster Unionist      | Robert Corkey            | 608                 | 24.8 | 1     | 1        |
|               | Ulster Unionist      | Robert James Johnstone   | 600                 | 24.5 | 2     | 1        |
|               | Ulster Unionist      | Arthur Brownlow Mitchell | 369                 | 14.7 | 3     | 5        |
|               | Indépendant          | Frederick McSorley       | 359                 |      |       | 5        |
|               | Independent Unionist | S. Sims                  | 259                 | 10.6 |       | 3        |
|               | Ulster Unionist      | John MacDermott          | 253                 | 10.3 | 4     | 5        |
| Participation | Participation        | Participation            | 2,448               | 61,1 | – 0.9 |          |

Lors de l'Élection partielle de 1938 à la Queen's University of Belfast, Howard Stevenson est élu sans opposition.

### Élections dans les années 1940
Lors de l'Élection partielle de 1944 à la Queen's University of Belfast, William Lyle est élu sans opposition.
Lors de l'Élection partielle de 1944 à la Queen's University of Belfast, John W. Renshaw est élu sans opposition.
| Parti         | Parti                   | Candidat                | Voix  | %    | ±       |
| ------------- | ----------------------- | ----------------------- | ----- | ---- | ------- |
|               | Ulster Unionist         | Herbert Quin            | 1,178 | 53,6 | -20.7   |
|               | Indépendant             | Irene Calvert           | 1,020 | 46,4 | Nouveau |
| Majorité      | Majorité                | Majorité                | 158   | 71,8 | N/A     |
| Participation | Participation           | Participation           | 2,198 | 46,7 | – 14.4  |
|               | Ulster Unionist retenir | Ulster Unionist retenir | Swing | N/A  |         |

| Parti         | Parti                | Candidat           | Première préférence | %    | Siège | Comptage |
| ------------- | -------------------- | ------------------ | ------------------- | ---- | ----- | -------- |
|               | Indépendant          | Frederick McSorley | 649                 | 21.6 | 1     | 1        |
|               | Ulster Unionist      | Howard Stevenson   | 580                 | 19.3 | 2     | 1        |
|               | Indépendant          | Irene Calvert      | 570                 | 18.9 | 3     | 1        |
|               | Ulster Unionist      | Herbert Quin       | 535                 | 17.8 | 4     | 3        |
|               | Ulster Unionist      | E. B. Wallace      | 286                 | 9.5  |       | 3        |
|               | Ulster Unionist      | William Lyle       | 279                 | 9.3  |       | 3        |
|               | Independent Unionist | S. Sims            | 109                 | 3.6  |       | 2        |
| Participation | Participation        | Participation      | 3,008               | 59,1 | – 2.0 |          |

| Parti         | Parti                   | Candidat                | Voix  | %    | ±     |
| ------------- | ----------------------- | ----------------------- | ----- | ---- | ----- |
|               | Ulster Unionist         | Samuel Irwin            | 2,735 | 70,8 | +13.9 |
|               | Indépendant             | Eileen M. Hickey        | 1,126 | 29,2 | New   |
| Majorité      | Majorité                | Majorité                | 1,609 | 41,7 | N/A   |
| Participation | Participation           | Participation           | 3,861 | 57,4 | – 1.7 |
|               | Ulster Unionist retenir | Ulster Unionist retenir | Swing | N/A  |       |

| Parti         | Parti           | Candidat         | Première préférence | %    | Siège  | Comptage |
| ------------- | --------------- | ---------------- | ------------------- | ---- | ------ | -------- |
|               | Ulster Unionist | Samuel Irwin     | 1,662               | 31.7 | 1      | 1        |
|               | Indépendant     | Eileen M. Hickey | 1,073               | 20.5 | 2      | 1        |
|               | Indépendant     | Irene Calvert    | 955                 | 18.2 | 3      | 3        |
|               | Ulster Unionist | E. B. Wallace    | 620                 | 11.8 |        | 3        |
|               | Ulster Unionist | William Lyle     | 588                 | 11.2 | 4      | 3        |
|               | Ulster Unionist | Howard Stevenson | 339                 | 6.5  |        | 2        |
| Participation | Participation   | Participation    | 5,237               | 75,0 | + 15.9 |          |

| Parti         | Parti                   | Candidat                | Voix  | %    | ±       |
| ------------- | ----------------------- | ----------------------- | ----- | ---- | ------- |
|               | Ulster Unionist         | Frederick Lloyd-Dodd    | 2,100 | 54,0 | -7.2    |
|               | Independent Unionist    | N. S. Dickson           | 1,312 | 33,7 | Nouveau |
|               | Indépendant             | E. Reid                 | 479   | 12,3 | New     |
| Majorité      | Majorité                | Majorité                | 749   | 19,2 | N/A     |
| Participation | Participation           | Participation           | 3,891 | 54,2 | – 20.8  |
|               | Ulster Unionist retenir | Ulster Unionist retenir | Swing | N/A  |         |

### Élections dans les années 1950
| Parti         | Parti           | Candidat             | Première préférence | %    | Siège  | Comptage |
| ------------- | --------------- | -------------------- | ------------------- | ---- | ------ | -------- |
|               | Ulster Unionist | Samuel Irwin         | 1,840               | 32.9 | 1      | 1        |
|               | Indépendant     | Eileen M. Hickey     | 1,206               | 21.6 | 2      | 1        |
|               | Ulster Unionist | Elizabeth Maconachie | 940                 | 16.8 | 4      | 2        |
|               | Ulster Unionist | Frederick Lloyd-Dodd | 706                 | 12.6 | 3      | 2        |
|               | Indépendant     | R. Appleton          | 539                 | 9.6  |        | 2        |
|               | NI Labour       | Sam Napier           | 297                 | 5.3  |        | 2        |
| Participation | Participation   | Participation        | 5,586               | 63,7 | – 11.3 |          |

| Parti         | Parti           | Candidat             | Première préférence | %    | Siège  | Comptage |
| ------------- | --------------- | -------------------- | ------------------- | ---- | ------ | -------- |
|               | Ulster Unionist | Samuel Irwin         | 1,640               | 28.3 | 1      | 1        |
|               | Indépendant     | Charles Stewart      | 1,218               | 21.0 | 2      | 1        |
|               | Ulster Unionist | Elizabeth Maconachie | 1,131               | 19.5 | 3      | 2        |
|               | Ulster Liberal  | Albert McElroy       | 759                 | 13.1 |        | 4        |
|               | Ulster Unionist | Frederick Lloyd-Dodd | 706                 | 12.2 | 4      | 4        |
|               | NI Labour       | S. J. Watt           | 345                 | 5.9  |        | 2        |
| Participation | Participation   | Participation        | 5,799               | 52,9 | – 10.8 |          |

### Élections dans les années 1960
| Parti         | Parti                                        | Candidat                                     | Voix  | %    | ±     |
| ------------- | -------------------------------------------- | -------------------------------------------- | ----- | ---- | ----- |
|               | Ulster Liberal                               | Sheelagh Murnaghan                           | 2,622 | 52,5 | +39.4 |
|               | Ulster Unionist                              | Samuel Rodgers                               | 2,370 | 47,5 | -12.5 |
| Majorité      | Majorité                                     | Majorité                                     | 252   | 5,0  | N/A   |
| Participation | Participation                                | Participation                                | 4,992 | 45,1 | – 7.8 |
|               | Ulster Liberal vainqueur sur Ulster Unionist | Ulster Liberal vainqueur sur Ulster Unionist | Swing | N/A  |       |

| Parti         | Parti           | Candidat             | Première préférence | %    | Siège | Comptage |
| ------------- | --------------- | -------------------- | ------------------- | ---- | ----- | -------- |
|               | Ulster Unionist | Ian McClure          | 2,040               | 30.0 | 1     | 1        |
|               | Ulster Liberal  | Sheelagh Murnaghan   | 1,698               | 24.9 | 2     | 1        |
|               | Ulster Unionist | Elizabeth Maconachie | 1,252               | 18.4 | 3     | 2        |
|               | Indépendant     | Charles Stewart      | 1,220               | 17.9 | 4     | 3        |
|               | Ulster Unionist | H. R. Brown          | 597                 | 8.8  |       | 3        |
| Participation | Participation   | Participation        | 6,807               | 53,8 | + 0.9 |          |

Aux élections générales d'Irlande du Nord de 1965, Harold McClure, Elizabeth Maconachie, Sheelagh Murnaghan et Charles Stewart ont été élus sans opposition.
| Parti         | Parti                                     | Candidat                                  | Voix  | %    | ±   |
| ------------- | ----------------------------------------- | ----------------------------------------- | ----- | ---- | --- |
|               | Ulster Unionist                           | Robert Porter                             | 3,717 | 55,6 | N/A |
|               | Ulster Liberal                            | Albert McElroy                            | 2,968 | 44,4 | N/A |
| Majorité      | Majorité                                  | Majorité                                  | 749   | 11,2 | N/A |
| Participation | Participation                             | Participation                             | 6,685 | 48,7 | N/A |
|               | Ulster Unionist vainqueur sur Indépendant | Ulster Unionist vainqueur sur Indépendant | Swing | N/A  |     |

## Sources
- Northern Ireland Parliamentary Election Results 1921-1972, compiled and edited by Sydney Elliott (Political Reference Publications 1973)
- Northern Ireland Parliamentary Election Results: University